# 紛争解決に係る規則及び手続に関する了解
紛争解決に係る規則及び手続に関する了解（ふんそうかいけつにかかるきそくおよびてつづきにかんするりょうかい、Understanding on Rules and Procedures Governing the Settlement of Disputes。略称DSU）は、1994年に作成された世界貿易機関を設立するマラケシュ協定の一部（附属書2）を成すWTO協定上の紛争解決に関する条約である。日本法においては、国会承認を経た「条約」であるWTO設立協定（日本国政府による法令番号は、平成6年条約第15号）の一部として扱われる。

## 概要
1947年のGATTは、第22条および第23条において紛争解決について規定していた。しかしこれらの規定は基本的な枠組みは規定していたが手続の詳細については規定しておらず、事案ごとに締約国団が決定していた。初期においては作業部会により行われたこともあったが、後に小委員会（パネル）に付託して検討を行うのが一般化し、DSUにおいても踏襲されている。
DSUは、東京ラウンドで合意され1979年11月28日に採択された「通報、協議、紛争解決及び監視に関する了解事項（Understanding regarding notification consultation, dispute settlement and surveillance）を受け継ぐとともに、問題点とされていた部分について改善がされている。この主要な改善点は次のようなものである。
1. 従来、パネルの設置、パネルの報告の採択等の決定においてコンセンサス方式（全員の意見の一致による方式）が取られていたため、一方の当事国のみが反対しても決定が行えず、手続が進行しなかったものを改めて①パネルの設置②パネル報告および上級委員会の報告の採択③対抗措置の承認にあたっては全員一致の反対がない限り提案されているものが採択されるというネガティブ・コンセンサス方式によることになった。
2. 各手続に期限がないために遅延が発生していたため、紛争解決手続の各段階にタイム・リミットを設けた。
3. 1947年のガットの時代、ガット（一般協定）のほか各種東京ラウンド協定が存在し、それぞれにルールの判断基準、処理機関が存在しいわゆるフォーラム・ショッピングの問題が生じていたため、手続の共通化、統一化を行った。
4. ウルグアイ・ラウンドの交渉において、米国を除く各国には、米国の1974年通商法第301条による一方的対抗措置を封じ込めたいとの狙いがあったため、交渉の結果以下の措置が盛り込まれた。
  1. WTO協定の利益の無効化、侵害についての救済はDSUによること
  2. DSUによらない義務違反の認定の禁止
  3. 義務違反を認定された国が違反を解消しない場合の対抗措置は紛争解決機関の承認を要すること

## 手続
手続は次のように進行する。

### DSU第4条協議
WTOの下における紛争解決手続について定めたDSUは、GATT第22条および第23条に定められた従来のGATTの紛争手続の基本原則を踏襲することを定めている（DSU第3条1項）。協議手続に関してもDSU第4条に規定が置かれており、申立てを受けた国は、これに対し好意的な考慮を払い、かつ、その申立てに関する協議のため適当な機会を与えなければならない（DSU4条2）。また、協議においては、当該問題につき満足すべき調整を行うよう努めるべきとされている（DSU4条5）。
DSU上の協議要請は、協議要請の理由、問題となっている措置および申立ての法的根拠を書面に示し、相手側に送付するとともに、WTOの紛争解決機関（DSB：Dispute Settlement Body）等に通報を行うことで成立する（DSU第4条4）。要請を受けた相手国は、要請を受けた日の後10日以内に回答を行い、かつ、相互に満足すべき解決を得るため、原則として要請を受けた日の後30日以内に誠実に協議を始めなければならない（DSU第4条3）。
協議要請文書は当事国以外のWTO加盟国にも配布され、当事国以外の加盟国のうち、当該案件に関心を有する国は、第三国として参加を要請することができる。
被申立国が、第三国参加要請国の「実質的な貿易上の利害関係」に十分な理由があると認める場合には、当該第三国は協議に参加することができるとされている（DSU第4条11）。

### 小委員会（パネル）手続

#### パネル設置
WTO紛争解決手続においては、被申立国が協議の要請(通常、WTO提訴と呼ばれる）を受けた日の後60日以内に協議によって紛争を解決することができない場合には、申立国は紛争解決機関（DSB:Dispute Settlement Body）に対し、文書で小委員会（パネル）の設置を要請できる（DSU第4条7、第6条2）。パネル設置要請文書の内容は、パネルの付託事項（terms of reference）を決定する効果があるので、極めて重要である。
被申立国は、パネルの設置に関して1回だけ拒否権を行使できることとなっており（DSU第6条1）、ほとんどの場合、第1回目のパネル設置要請については同意しない。このため、多くの場合、当該案件が議題として登録された2回目のDSB会合においてパネルが設置されることとなる。
当該案件に実質的な利害関係を有するとして第三国参加を希望する加盟国は、パネル設置後10日以内に、その意思を表明する必要がある。

#### パネル構成
パネルが設置された後は、パネリストの選任手続に進むことになる。パネリストの選任は、通常WTO事務局によるパネリスト指名の提案に基づいて行われる（DSU第8条6）。
一般的には、WTO事務局が当事国を招集し、出身地域、職歴、専門性等、どのような条件のパネリストが望ましいかまたは望ましくないかについて両当事国から聴取する。その後、事務局は、6名程度のパネリスト候補者の名前と略歴が記されたリストを作成し、両当事国に対して提示する。紛争当事国及び第三国参加した国の国民は、紛争当事国が別段の合意を行った場合を除いて、パネリストを務めることはできないとされている（DSU第8条3）。
「紛争当事国は、やむを得ない理由がある場合を除くほか、指名に反対してはならない」（DSU第8条6）とされているものの、反対の理由がやむを得ないか否かについては緩やかに解釈されているため、事務局から数度にわたって候補者が提示されても双方から受け入れられない場合も多い。
パネル設置の後20日以内にパネリストについて合意がなされない場合、事務局長が当事国等と協議の後、パネリストを決定することとなっている（DSU第8条7）。

#### 意見書の提出
パネルが構成されると、パネリスト、事務局および当事国が参加し、パネル手続の日程及び検討手続を確定するためのパネル組織会合が開催される。続いて、パネルの構成から3週間ないし6週間を経て、申立国は、問題の事実関係および自国の主張を示す意見書をパネルに提出する。また、申立国の意見書受理後、2週間ないし3週間を経て、被申立国は意見書をパネルに提出する（DSU附属書三の12）。

#### パネル会合
パネル会合は通常2回行われる。パネル会合は、法廷のような特別の設備において行われるわけではなく、WTO建物内の通常の会議室を用いて行われ、慣行により、他のWTOにおける会議と同様、原則、非公開とされている。パネル会合は通常、1～3日間開催される。第1回パネル会合は、被申立国からの意見書受理後1～2週間後に開催される（DSU附属書Ⅲの12）。第1回パネル会合は、はじめにパネル議長から会合の進め方について簡単な説明が行われ、続いて申立国、被申立国の順に提出した意見書についての口頭陳述が行われる。その後、パネルから当事国に対して質疑応答等が行われるほか、当事国間で質疑応答が行われる場合もある。次に第三国会合が開催され、第三国のステートメント、質疑応答の順で進行される。原則として第三国参加国が参加できるのは第三国会合のみであり、当事国会合には参加できない。
第2回パネル会合は、第1回パネル会合開催後、通常2か月から3か月後に開催される。第2回パネル会合では、主に第1回パネル会合における相手国の主張に対する反論が行われる。第1回パネル会合と異なり、第2回パネル会合の際に第三国会合は行われないほか、当事国で特別な合意を行わない限り、第三国参加国は、意見書の提出も行うことができず、当事国が提出する意見書も入手することもできない。

#### 中間報告書
第2回パネル会合後、パネルから当事国へ中間報告書（秘密扱い）が送付される。中間報告書にはパネルによる事実認定及び結論が記述されており、当事国は、中間報告書において初めて自国の主張が認められたか否かについて知ることができる。中間報告書の内容について、当事国は技術的な部分について意見を提出し、修正を求めることができる。

#### 最終報告書
DSUにおいて、パネルの構成及び付託事項について合意された日から最終報告書が当事国に送付されるまで「原則として6か月を超えない」とされている（DSU第12条8）。パネルが6か月以内に報告書を送付することができない場合には、送付するまでに要する期間の見込みとともに遅延の理由を書面によりDSBに通報する（DSU第12条9）。案件が高度に技術的で事実認定が困難なものや、解釈の難しい法的論点が争点となっている等の事情により、パネルにおける審理期間が6か月を超える例が近年増加する傾向にある。中間報告書が当事国により確認された後、通常はそれほど間を空けずに、最終報告書が、まず当事国に配布され（秘密扱い）、その後WTO公用語（英語、フランス語、スペイン語）への翻訳作業を経て加盟国に配布及び公開される。
パネル報告書は、結論部分にパネルの判断と問題とされた措置の是正に関する勧告が記載されている。この結論はDSBにおいて「ネガティブ・コンセンサス方式」による採択に付され、法的な拘束力を持つ「勧告及び決定」（recommendation and rulings）となる。報告書の採択は、報告書の加盟国配布から21日目以降60日目までに行われる（DSU第16条1および第16条4）。

### 上級委員会による検討
当事国がパネル報告書の論旨に異議がある場合、当事国はパネルによる法的解釈の妥当性について上級委員会で改めて審理を行うよう要請することができる（DSU第17条4）。上級委員会は、法律、国際貿易及び対象協定が対象とする問題一般についての専門知識により権威を有すると認められた、WTO全加盟国を代表し得る常任の7人の委員で構成されている委員会で、案件ごとに3人の上級委員が担当する（DSU第17条1、第17条3）。上級委員は、DSBにおける全加盟国のコンセンサスによって選任される。任期は4年であり、1回に限り再任されることができる（DSU第17条2）。上訴通知（Notice of Appeal）は、遅くともパネル報告書が採択される予定のDSB会合開催前までに提出する必要があり、パネル報告書の採択が、報告書の加盟国配布から60日以内に行うことを義務づけていることから、上訴も同60日内に行うこととなる（DSU第16条4）。
上級委員会への申立ては、パネル報告において対象とされた法的な問題及びパネルが行った法的解釈に限定され（DSU第17条6）、原則としてパネルが行った事実認定を争うことはできない。
上級委員会会合を経て、上級委員会は、上訴通知日から原則60日以内、遅くとも90日以内に上級委員会報告書を加盟国に配布する（DSU第17条5）。なお、パネル手続と異なり、上級委員会手続においては中間報告書についての規定は存在しない。

### 報告書採択
パネルまたは上級委員会における検討の結果作成される報告書は、DSBによって採択される。パネル報告書の採択については、DSUにおいて「加盟国にその検討のための十分な時間を与えるため、報告が加盟国に配布された日の後20日間は紛争解決機関により採択のために検討されてはならない」（DSU第16条1）とされている一方、「加盟国への送付の後60日以内に紛争解決機関の会合において採択される」と規定されている（DSU第16条4）。上級委員会報告書の採択については、DSUにおいて「加盟国への送付の後30日以内に採択する」とされており（DSU第17条14）、パネル報告書とともにDSB会合で採択され、DSBの勧告及び決定となる。

### 勧告の実施
被申立国は、措置の是正を勧告する報告書が採択された日から30日以内に開催されるDSB会合で、報告書における勧告を履行する意思を表明することとされている（DSU第21条3）。被申立国が報告書における勧告を速やかに実施することができない場合には、履行のための「妥当な期間」（A Reasonable Period of Time、RPT）が与えられることとなっている（DSU第21条3）。DSBは、報告書採択の後、勧告の実施を監視することとされており、関係加盟国は、一定期間経過後当該問題の解決まで、勧告の実施の進展につきDSB会合で定期的に報告を提出する（DSU第21条6）。パネル・上級委員会の勧告は、通常、「問題の措置を協定整合的に改めるよう」指示するにとどまり、具体的な履行方法までは示さないことが慣行となっているため、被申立国が履行のためにとった措置の有無やそのWTO協定整合性について、申立国と被申立国との間で意見の対立をみることも少なくない。この点、DSUは「勧告及び裁定を実施するためにとられた措置の有無又は当該措置と対象協定との適合性について意見の相違がある場合」、履行確認のためのパネルを設置することを認めている（DSU第21条5）。この履行確認パネルは、通常、当該案件の原パネルを担当したパネリストによって構成され、問題がパネルに付託された日から90日以内に報告を出すこととされている（DSU第21条5）。履行確認パネルは、通常のパネル手続と異なり、パネル設置に先立って協議を行う必要はなく、パネル会合は通常1回しか開催されない。また、履行確認パネルは、履行の有無等について疑義がある場合、何回でも提起することが可能であるほか、DSU上に特段の規定はないものの、実際には上級委員会における審理も行われている。

### 譲許停止（対抗措置）
申立国は、自国の利益を侵害した相手国がパネル勧告を妥当な期間内に履行しない場合であって、当該相手国と代償について合意に至らない場合には、DSBの承認を得て譲許の停止等の対抗措置を実施することができる（DSU第22条2）。具体的には、「妥当な期間」内に履行のための措置が実施されなかった場合や、履行確認パネル・上級委員会によって、被申立国が勧告を十分履行していないことが確定した場合、申立国はDSBに対して、被申立国に対する対象協定に基づく譲許その他の義務の停止（対抗措置）を申請することができる（DSU第22条2）。
ただし、対抗措置の承認にあたっては、対抗措置の分野・程度に関する原則が定められており、紛争分野（セクター）と同一の分野での措置を優先することや、「無効化・侵害」の程度と同等のものであること等が条件となっている（DSU第22条3(a)、第22条4）。一方、同一分野での譲許その他の義務の停止ができない、あるいは効果的でないと認める場合には、同一の協定その他の分野に関する譲許その他の義務の停止を試みることができることとなっている（DSU第22条3（b））。更に、同一の協定その他の分野に関する譲許その他の義務を停止できない、あるいは効果的でなく、かつ、十分重大な事態が存在すると認める場合には、その他の協定に関する譲許その他の義務の停止を試みることができる（DSU第22条3（c））。特に後者は、「クロス・リタリエーション」と呼ばれ、例えば、知的財産について規定しているTRIPS協定違反の措置に対抗して、GATTに係る関税の譲許を停止する対抗措置をとる例が挙げられる。このクロス・リタリエーションは、WTO紛争解決手続における特徴の1つとされており、WTO協定が、物品の貿易だけでなく、サービス貿易や知的財産権の貿易についても規律の対象とすることとなったことに伴って導入されたものである（ただし、その特則として政府調達協定20条3は「クロス・リタリエーション」を禁止しており、同協定以外の協定に関する紛争によって政府調達協定の譲許その他の義務を停止することはできず、また、政府調達協定に関する紛争によって同協定以外の協定の譲許その他の義務を停止することはできないとされている。）。なお、承認申請された対抗措置の内容・程度について疑義のある場合、被申立国はその妥当性を判断するために仲裁を要請することができる（DSU第22条6）。仲裁が行われた場合、仲裁の裁定が出された後に、その内容を踏まえて再度対抗措置の承認申請が行われ、DSBにおいてネガティブ・コンセンサス方式によって承認されることとなる（DSU第22条7）。